# Даніеле Адані
Даніеле Адані (італ. Daniele Adani; нар. 10 липня 1974, Корреджо) — італійський футболіст, що грав на позиції правого захисника, зокрема, за «Брешію», «Фіорентину», «Інтернаціонале», а також національну збірну Італії. По завершенні ігрової кар'єри — тренер і футбольний оглядач на телебаченні.

## Клубна кар'єра
Народився 10 липня 1974 року в місті Корреджо. Вихованець юнацьких команд футбольних клубів «Саммартінезе» та «Модена».
У дорослому футболі дебютував 1991 року виступами за команду «Модена», в якій провів три сезони, взявши участь у 48 матчах Серії B.
Влітку 1994 року приєднався до «Лаціо», у складі якого провів лише одну гру на Кубок Італії, після чого в листопаді перейшов до «Брешія», у складі якої протягом наступних п'яти сезонів по декілька разів переходив між найвищим і другим за силою дивізіонами.
А 1999 року уклав контракт з «Фіорентиною», середняком Серії A, у складі якої провів наступні три роки своєї кар'єри гравця, здебільшого як основний правий захисник. Допоміг команді здобути Кубок Італії у розіграші 2000/01.
З 2002 року два сезони захищав кольори клубу «Інтернаціонале», після чого по одному сезону відіграв за «Брешію» та «Асколі», а згодом ще два роки грав за «Емполі».
Завершував ігрову кар'єру у 2009—2011 роках в аматорській команді «Саммартінезе», у футбольній школі якої свого часу робив перші кроки у футболі.

## Виступи за збірну
2000 року дебютував в офіційних матчах у складі національної збірної Італії. Згодом провів ще по дві гри за збірну у 2002 і 2004 роках.

## Кар'єра тренера
Розпочав тренерську кар'єру відразу ж по завершенні кар'єри гравця, 2011 року, увійшовши до тренерського штабу «Віченци» як асистент головного тренера. Згодом вирішив перекваліфікуватися у футбольні експерти, розпочавши співпрацю з телемережею Sky Italia.
2014 року дістав пропозицію від Роберто Манчіні стати його асистентом у тренерському штабі «Інтернаціонале», яку, утім, відхилив.

## Статистика виступів

### Статистика клубних виступів
| Сезон                      | Команда                    | Чемпіонат                  | Чемпіонат | Чемпіонат | Національний кубок | Національний кубок | Національний кубок | Континентальні кубки | Континентальні кубки | Континентальні кубки | Інші змагання | Інші змагання | Інші змагання | Усього | Усього |
| Сезон                      | Команда                    | Ліга                       | Ігор      | Голів     | Ліга               | Ігор               | Голів              | Ліга                 | Ігор                 | Голів                | Ліга          | Ігор          | Голів         | Ігор   | Голів  |
| -------------------------- | -------------------------- | -------------------------- | --------- | --------- | ------------------ | ------------------ | ------------------ | -------------------- | -------------------- | -------------------- | ------------- | ------------- | ------------- | ------ | ------ |
| 1991–92                    | «Модена»                   | B                          | 1         | 0         | КІ                 | 0                  | 0                  | -                    | -                    | -                    | -             | -             | -             | 1      | 0      |
| 1992–93                    | «Модена»                   | B                          | 12        | 0         | КІ                 | 2                  | 0                  | -                    | -                    | -                    | -             | -             | -             | 14     | 0      |
| 1993–94                    | «Модена»                   | B                          | 35        | 1         | КІ                 | 1                  | 0                  | -                    | -                    | -                    | -             | -             | -             | 36     | 1      |
| Усього за «Модени»         | Усього за «Модени»         | Усього за «Модени»         | 48        | 1         |                    | 3                  | 0                  |                      | -                    | -                    |               | -             | -             | 51     | 1      |
| лип.-лист. 1994            | «Лаціо»                    | A                          | 0         | 0         | КІ                 | 1                  | 0                  | КУЄФА                | 0                    | 0                    | -             | -             | -             | 1      | 0      |
| лист. 1994–95              | «Брешія»                   | A                          | 20        | 0         | КІ                 | -                  | -                  | -                    | -                    | -                    | -             | -             | -             | 20     | 0      |
| 1995–96                    | «Брешія»                   | B                          | 35        | 1         | КІ                 | 1                  | 0                  | -                    | -                    | -                    | -             | -             | -             | 36     | 1      |
| 1996–97                    | «Брешія»                   | B                          | 37        | 1         | КІ                 | 1                  | 0                  | -                    | -                    | -                    | -             | -             | -             | 38     | 1      |
| 1997–98                    | «Брешія»                   | A                          | 33        | 3         | КІ                 | 2                  | 1                  | -                    | -                    | -                    | -             | -             | -             | 35     | 4      |
| 1998–99                    | «Брешія»                   | B                          | 34        | 3         | КІ                 | 4                  | 1                  | -                    | -                    | -                    | -             | -             | -             | 38     | 4      |
| 1999–00                    | «Фіорентина»               | A                          | 27        | 1         | КІ                 | 4                  | 1                  | ЛЧ                   | 10                   | 1                    | -             | -             | -             | 41     | 3      |
| 2000–01                    | «Фіорентина»               | A                          | 25        | 1         | КІ                 | 7                  | 0                  | КУЄФА                | 2                    | 0                    | -             | -             | -             | 34     | 1      |
| 2001–02                    | «Фіорентина»               | A                          | 23        | 2         | КІ                 | 1                  | 0                  | КУЄФА                | 5                    | 1                    | СІ            | 1             | 0             | 30     | 3      |
| Усього за «Фіорентину»     | Усього за «Фіорентину»     | Усього за «Фіорентину»     | 75        | 4         |                    | 16                 | 2                  |                      | 17                   | 2                    |               | 1             | 0             | 109    | 8      |
| 2002–03                    | «Інтернаціонале»           | A                          | 7         | 1         | КІ                 | 0                  | 0                  | ЛЧ                   | 4                    | 0                    | -             | -             | -             | 11     | 1      |
| 2003–04                    | «Інтернаціонале»           | A                          | 23        | 1         | КІ                 | 3                  | 1                  | ЛЧ+КУЄФА             | 3+5                  | 2+0                  | -             | -             | -             | 34     | 4      |
| Усього за «Інтернаціонале» | Усього за «Інтернаціонале» | Усього за «Інтернаціонале» | 30        | 2         |                    | 3                  | 1                  |                      | 12                   | 2                    |               | -             | -             | 45     | 5      |
| 2004–05                    | «Брешія»                   | A                          | 13        | 0         | КІ                 | 0                  | 0                  | -                    | -                    | -                    | -             | -             | -             | 13     | 0      |
| Усього за «Брешію»         | Усього за «Брешію»         | Усього за «Брешію»         | 172       | 8         |                    | 8                  | 2                  |                      | -                    | -                    |               | -             | -             | 180    | 10     |
| 2005–06                    | «Асколі»                   | A                          | 3         | 0         | КІ                 | 0                  | 0                  | -                    | -                    | -                    | -             | -             | -             | 3      | 0      |
| 2006–07                    | «Емполі»                   | A                          | 15        | 0         | КІ                 | 0                  | 0                  | -                    | -                    | -                    | -             | -             | -             | 15     | 0      |
| 2007–08                    | «Емполі»                   | A                          | 6         | 0         | КІ                 | 1                  | 0                  | КУЄФА                | 0                    | 0                    | -             | -             | -             | 7      | 0      |
| Усього за «Емполі»         | Усього за «Емполі»         | Усього за «Емполі»         | 21        | 0         |                    | 1                  | 0                  |                      | 0                    | 0                    |               | -             | -             | 22     | 0      |
| 2009–10                    | «Саммартінезе»             | 2 Кат.                     | 25        | 7         | -                  | -                  | -                  | -                    | -                    | -                    | -             | -             | -             | 25     | 7      |
| 2010–11                    | «Саммартінезе»             | 2 Кат.                     | 22        | 4         | -                  | -                  | -                  | -                    | -                    | -                    | -             | -             | -             | 22     | 4      |
| Усього за «Саммартінезе»   | Усього за «Саммартінезе»   | Усього за «Саммартінезе»   | 47        | 11        |                    | -                  | -                  |                      | -                    | -                    |               | -             | -             | 47     | 11     |
| Усього за кар'єру          | Усього за кар'єру          | Усього за кар'єру          | 396       | 26        |                    | 28                 | 6                  |                      | 29                   | 4                    |               | 1             | 0             | 454    | 36     |

### Статистика виступів за збірну
| Дата       | Місто   | Господарі  | Результат | Гості   | Турнір           | Голи | Примітки |
| ---------- | ------- | ---------- | --------- | ------- | ---------------- | ---- | -------- |
| 15-11-2000 | Турин   | Італія     | 1 – 0     | Англія  | товариський матч | -    | 67'      |
| 27-3-2002  | Лідс    | Англія     | 1 – 2     | Італія  | товариський матч | -    | 82'      |
| 17-4-2002  | Мілан   | Італія     | 1 – 1     | Уругвай | товариський матч | -    | 7'       |
| 18-2-2004  | Палермо | Італія     | 2 – 2     | Чехія   | товариський матч | -    | 46'      |
| 31-3-2004  | Брага   | Португалія | 1 – 2     | Італія  | товариський матч | -    |          |
| Усього     |         | Матчів     | 5         |         | Голів            | 0    |          |

## Титули і досягнення
- Володар Кубка Італії (1):

«Фіорентина»: 2000–2001